# François-Louis de Vauréal
François-Louis de Vauréal (París, 1761-Melun, 3 de agosto de 1785) conocido como el caballero de Vauréal (en francés, le chevalier de Vauréal) fue un noble y militar conocido por ser hijo de Luis Francisco II, conde de la Marche, y desde 1776, príncipe de Conti.

## Biografía
Fue fruto de la relación extramatrimonial de su padre con Anne Veronese. Su madre era una actriz de la Comédie Italienne que hacía el papel de Coraline. De esta relación nacería un segundo hijo, Guillaume Gatayes (1767-1846) que primero eclesiástico bajo el nombre de Abate de Vénicourt (en francés, Abbé de Vénicourt) sería un notable compositor y músico.
Durante su infancia fue conocido por el apellido de Silly, ya que su madre había sido hecha marquesa de Silly.
Posteriormente muy posiblemente tras haber sucedido su padre a su abuelo, el príncipe de Conti (muerto en 1776), tomó el apellido de Vauréal, lugar que había sido un señorío propiedad de la casa de Conti. 
El 11 de julio de 1777 fue hecho caballero no profeso de la Orden de Malta, siendo posteriormente conocido como el caballero de Vauréal.
Siendo ya conocido con ese nombre, fue propietario del castillo de Vauréal, situado en la localidad homónima, a unos 25 kilómetros al noroeste de París. 
Tuvo una relación con la actriz Anne Victoire Dervieux. 
Siguió la carrera militar, llegando a ser teniente-coronel del regimiento de Conti, propiedad de su padre. Este regimiento estaba acuartelado en la ciudad de Melun, situada sudeste de París.

Murió en esta ciudad 1785, antes de cumplir 15 años. Su muerte fue especialmente sentida por su padre, según escribió Madame Victoria, hija de Luis XV, en carta a la condesa de Chastellux:
Monsieur le Prince de Conti a perdu son fils, M. de Vauréal, de la petite vérole. Il est dans une douleur qui fait compassion.

(en español: El príncipe de Conti ha perdido a su hijo, M. de Vauréal, a causa de la viruela. Se encuentra en un estado de dolor que causa compasión)
Fue enterrado en el cementerio de la iglesia de San Ambrosio en Melun.

### Individuales
1. ↑  Delahaye, Pierre Louis Nicolas (2000).  Bernet, Jacques, ed. Journal d’un maître d’école d’Île-de-France (1771-1792): Silly-en-Multien, de l’Ancien Régime à la Révolution (en francés). Presses universitaires du Septentrion. ISBN 978-2-85939-615-2. doi:10.4000/books.septentrion.70649. Consultado el 25 de enero de 2024.
2. ↑  Linguet, Simon Nicolas Henri (1777). Annales Politiques, Civiles, Et Littéraires Du Dix-huitième Siècle (en francés). p. 453. Consultado el 24 de enero de 2024.